# 阿帕斯托沃區

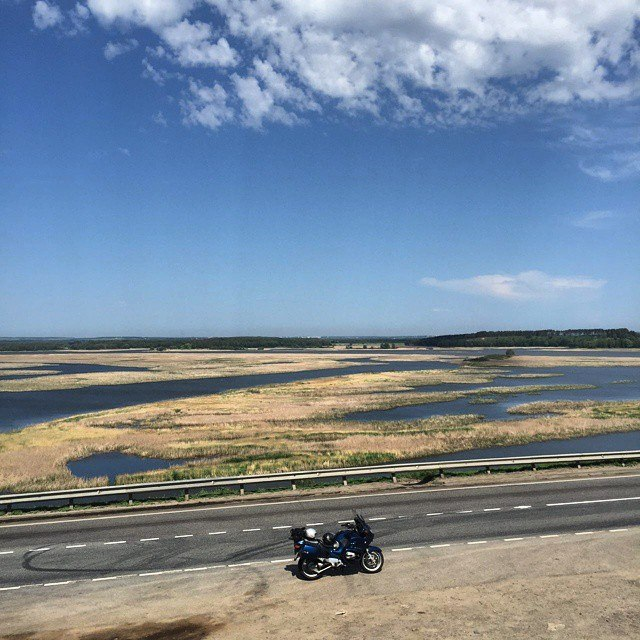

55°14′N 48°26′E / 55.233°N 48.433°E
阿帕斯托沃區（俄语：Апастовский район），是俄羅斯的一個區，位於該國西部，由韃靼斯坦共和國負責管轄，面積1,047.5平方公里，2010年人口21,627，人口密度每平方公里20.65人。